# جان گری (نویسنده)
جان گری (انگلیسی: John Gray؛ زادهٔ ۲۸ دسامبر ۱۹۵۱) مؤلف و نویسنده اهل ایالات متحده آمریکا است. معروف‌ترین اثر وی، کتاب مردان مریخی و زنان ونوسی می‌باشد.
گری مشاور روابط، مدرس و نویسنده آمریکایی است. در سال ۱۹۶۹، او قبل از شروع حرفه خود به عنوان نویسنده و مشاور روابط شخصی، همکاری نه ساله خود را با ماهاریشی ماهش یوگی آغاز کرد. در سال ۱۹۹۲، او کتاب «مردان مریخی، زنان ونوسی» را منتشر کرد که به یک کتاب پرفروش طولانی مدت تبدیل شد و موضوع اصلی کتاب‌ها و فعالیت‌های شغلی بعدی او را تشکیل داد. کتاب‌های او میلیون‌ها نسخه فروخته‌اند.